# Municipio de Makee
El municipio de Makee (en inglés: Makee Township) es uno de los dieciocho municipios ubicados en el condado de Allamakee en el estado estadounidense de Iowa. En el año 2000 el municipio tenía una población de 4380 habitantes y una densidad poblacional de 47,4 personas por km². En su territorio se encuentra una ciudad, Waukon, que además es la sede de condado.

## Geografía
El municipio de Makee se encuentra ubicado en las coordenadas 43°17′31″N 91°25′27″O / 43.29194, -91.42417..